# NGC 3343
NGC 3343 is een elliptisch sterrenstelsel in het sterrenbeeld Draak. Het hemelobject werd op 3 april 1785 ontdekt door de Duits-Britse astronoom William Herschel.

## Synoniemen
- UGC 5863
- MCG 12-10-73
- ZWG 333.51
- PGC 32143